# Bojan Krkić
Bojan Krkić Pérez (serbisch-kyrillisch Бојан Кркић Перез; * 28. August 1990 in Linyola) ist ein ehemaliger spanisch-serbischer Fußballspieler.

## Karriere

### Verein
Krkić, Sohn eines serbischen Vaters und einer spanischen Mutter, wurde 1999 in La Masia, der Jugendakademie des FC Barcelona, aufgenommen und brach in seinen sechs Jahren dort zahlreiche Vereinsrekorde. Nach einem Jahr bei der zweiten Mannschaft des FC Barcelona unterschrieb er einen Vertrag für die Profimannschaft zur Saison 2007/08. Sein Debüt in der Primera División absolvierte er am 16. September 2007 im Spiel gegen CA Osasuna.
Am 19. September 2007 gab Krkić im Spiel gegen Olympique Lyon sein Champions-League-Debüt, als er in der 88. Minute für Lionel Messi eingewechselt wurde. Mit 17 Jahren und 22 Tagen ist er der jüngste Fußballspieler, der bis dahin für den FC Barcelona in der Champions League gespielt hat. Am 20. Oktober 2007 erzielte er im Spiel gegen den FC Villarreal sein erstes Tor für die Profimannschaft des FC Barcelona. Damit wurde er mit 17 Jahren, 1 Monat und 22 Tagen bis dahin jüngster Torschütze des Vereins und löste Lionel Messi ab. Am 1. April 2008 erzielte er gegen den FC Schalke 04 sein erstes Tor in der Champions League und löste mit 17 Jahren und 216 Tagen Cesc Fàbregas als zweitjüngsten CL-Torschützen ab. Nur Peter Ofori-Quaye von Olympiakos Piräus war 1997 mit 17 Jahren und 195 Tagen bei seinem Tordebüt jünger gewesen. Am 27. Mai 2009 gewann er mit dem FC Barcelona im Finale gegen Manchester United den Champions-League-Titel, jedoch ohne im Endspiel zum Einsatz gekommen zu sein. Im Dezember 2010 verlängerte Krkić seine Vertragslaufzeit beim FC Barcelona bis 2015. Dabei wurde die festgeschriebene Ablösesumme von 80 auf 100 Millionen Euro erhöht. 2011 gewann er mit dem FC Barcelona zum zweiten Mal in seiner Karriere die Champions League. Allerdings war Krkić meist nur als Einwechselspieler zum Zug gekommen. Nachdem die Katalanen Alexis Sánchez unter Vertrag genommen hatten, erhielt er die Freigabe zum Vereinswechsel.
Am 20. Juli 2011 verpflichtete die AS Rom Krkić. Die Ablösesumme belief sich auf zwölf Millionen Euro. Am 29. August 2012 lieh die AC Mailand ihn für die Saison 2012/13 aus. Da die Mailänder die Kaufoption für 15 Millionen Euro am Ende der Saison 2012/13 nicht zogen, war der FC Barcelona verpflichtet, Krkić zurückzukaufen. Für die Saison 2013/14 wurde er an Ajax Amsterdam verliehen. Zur Saison 2014/15 wechselte Krkić in die Premier League zu Stoke City; er unterschrieb einen zunächst bis 30. Juni 2018 laufenden Vertrag.
Ende Januar 2017 wurde er bis zum Ende der Saison 2016/17 in die Bundesliga zum 1. FSV Mainz 05 verliehen. Dort erzielte er beim 2:2 im Spiel gegen den FC Bayern München am 22. April 2017 seinen einzigen Treffer in der Bundesliga.
Im Sommer 2017 kehrte Krkić zunächst zu Stoke City zurück und kam einmal in der Premier League zum Einsatz. Am 31. August 2017 schloss er sich für eine Saison auf Leihbasis Deportivo Alavés an. Anschließend kehrte er erneut zu Stoke City zurück, die inzwischen aus der Premier League abgestiegen waren. Anfang August 2019 wurde sein Vertrag aufgelöst.
Kurz darauf wechselte er nach Kanada zu Montreal Impact in die Major League Soccer. Nach der Saison 2020 verließ er das Franchise.
Von Januar 2021 bis Anfang August 2021 war er vertrags- und vereinslos. Am 9. August 2021 unterschrieb er in Japan einen Vertrag beim Erstligisten Vissel Kōbe. Für den Verein aus Kōbe bestritt er 20 Ligaspiele. Nach der Saison 2022 wurde sein Vertrag nicht verlängert. Am 23. März 2023 gab er im Alter von 32 Jahren „aus professionellen und persönlichen Gründen“ sein Karriereende bekannt.

### Nationalmannschaft
Der schnelle und wendige Stürmer machte erstmals bei der U-17-Europameisterschaft 2006 auf sich aufmerksam, als er mit fünf Toren zusammen mit Manuel Fischer und Tomáš Necid zum Torschützenkönig gekrönt wurde. Im Jahr darauf gewann er mit der spanischen U-17 die EM und wurde zum Spieler des Turniers gewählt. Krkić' Treffer im Finale zum 1:0-Endstand gegen England sicherte Spanien den Titel.
Bei der anschließenden U-17-WM 2007 erzielte Krkić fünf Tore und führte Spanien ins Finale gegen Nigeria. Da er im Halbfinale gegen Ghana mit Gelb-Rot kurz vor Ende des Spiels vom Platz geflogen war, war er für das Endspiel gesperrt; prompt verlor Spanien im Elfmeterschießen gegen Nigeria. Nach dem Turnier wurde er nach Toni Kroos und Macauley Chrisantus zum drittbesten Spieler des Turniers gewählt.
Am 1. Februar 2008 wurde Krkić von Spaniens damaligem Nationaltrainer Luis Aragonés für das Testspiel gegen Frankreich in Paris am 6. Februar 2008 nominiert und hätte so der jüngste spanische Nationalspieler aller Zeiten werden können. Allerdings musste Aragonés auf seinen geplanten Einsatz verzichten, da Krkić eine Magen-Darm-Grippe hatte.
Auf die Teilnahme an der Fußball-Europameisterschaft 2008 in Österreich und der Schweiz verzichtete Krkić im Einvernehmen mit seinen Eltern, seinem Trainer und seinem Verein, dem FC Barcelona. Der Grund für die Entscheidung lag darin, dass er geschont werden sollte, nachdem er in der abgelaufenen Saison durch die vielen Einsätzen einer hohen Belastung ausgesetzt gewesen war. Nach der Europameisterschaft absolvierte er am 10. September 2008 gegen Armenien schließlich sein Debüt in der spanischen A-Nationalmannschaft.
2009 nahm er mit der als Titelfavorit gewerteten spanischen U-21-Auswahl an der EM teil. Das Team schied bereits in der Gruppenphase aus. Krkić kam in den ersten beiden Gruppenspielen gegen Deutschland (0:0) und England (0:2) zum Einsatz.
Im Erwachsenenbereich spielt Krkić auch für die katalanische Fußballauswahl, die allerdings nicht an von der FIFA organisierten Turnieren teilnimmt.
Zumal sich Krkić nicht wie gewünscht entwickelte, blieb es seither bei einem Länderspiel für Spaniens Auswahl. Angesichts seiner schlechten Chancen auf eine neuerliche Berufung in die spanische Auswahl versuchte Krkić in Zusammenarbeit mit dem serbischen Verband zu erwirken, doch noch für Serbien auflaufen zu dürfen. Aufgrund seines Einsatzes für Spanien in einem Pflichtspiel verweigerte die FIFA den Wechsel.

## Familie
Krkićs Vater Bojan Krkić senior spielte ebenfalls Fußball bei OFK Belgrad und arbeitete von 1997 bis 2011 für den FC Barcelona in der Jugendabteilung.

## Titel und Erfolge
Verein:
- UEFA Champions League: 2009, 2011
- Spanische Meisterschaft: 2009, 2010, 2011
- Copa del Rey: 2009
- Supercopa de España: 2009, 2010
- UEFA Super Cup: 2009
- FIFA-Klub-Weltmeisterschaft: 2009
- Niederländischer Meister: 2014
- Johan Cruijff Schaal: 2013

Nationalmannschaft:
- U-17-Europameisterschaft: 2007
- U-21-Europameisterschaft: 2011